# Rasteira de chão
 (juin 2021).
La rasteira de chão (litt. « balayage de sol », en portugais) est un balayage utilisé couramment en capoeira. Le mouvement consiste à placer son pied derrière celui de son adversaire en posant une main au sol, puis de tirer pour le déséquilibrer. Cette rasteira est également utilisée comme esquive ou pour entamer un déplacement au sol.

## Technique
- Le genou de la jambe pliée ne doit pas dépasser la position du pied. L'angle doit être droit.
- La jambe qui attrape le pied doit être bien tendue et le rester pendant le mouvement.
- Le pied qui attrape doit être couché sur le côté, et les orteils doivent être orientés vers soi.
- Le bras qui n'est pas appuyé sur le sol doit être tendu vers l'arrière, la paume orientée vers le sol.
- Garder les yeux sur l'adversaire en regardant sous le bras.
- Il ne faut pas tirer avec la jambe, mais avec le corps : il faut déplacer tout le poids de ce dernier vers l'arrière en déposant la main du bras tendu plus loin au sol.